# Sociedad de los Sin Dios
La Sociedad de los Sin Dios (en ruso: Общество безбожников, Óbshchestvo bezbózhnikov o Obščestvo bezbožnikov), también conocida como Unión de ateístas beligerantes (Союз воинствующих безбожников, Soyuz voínstvuyushchij bezbózhnikov o Sojuz voinstvujuščih bezbožnikov) o Liga de los Militantes Sin Dios, Liga de los Ateístas Militantes y Unión de los Sin Dios (Союз безбожников, Soyuz bezbózhnikov o Sojuz bezbožnikov), fue una organización masiva antirreligiosa de voluntarios organizada por trabajadores soviéticos entre los años 1925 y 1947. La misma estaba compuesta principalmente de miembros del Komsomol, trabajadores y veteranos de guerra.
Se trató de un movimiento social que se desarrolló en la entonces Rusia soviética bajo la influencia de la ideología del Partido Comunista de la Unión Soviética (PCUS).

## Fundación y desarrollo

Portada de 1929 de la revista soviética Bezbózhnik ("El Ateísta"), en la cual se puede ver a un grupo de trabajadores industriales arrojando a la basura a Jesucristo o Jesús de Nazaret.

En agosto del año 1924, personas con ideas similares fundaron en Moscú el "Club de Amigos Ateístas". En abril de 1925, se llevó a cabo el primer congreso donde se estableció la unión de todos los antirreligiosos soviéticos en una sociedad llamada "Unión de los Sin Dios"'. En 1929, el segundo congreso cambia el nombre de la sociedad a "Unión de ateístas beligerantes". El consejo directivo eligió a Yemelián Yaroslavski como secretario general, cargo que ocupó repetidamente.
La asociación albergaba trabajadores urbanos y rurales, estudiantes e inteliguentsia. Tuvo sus primeros afiliados en fábricas, cooperativas granjeras (koljoz) e instituciones educativas.
A principios de 1941, la asociación tenía alrededor de 3,5 millones de miembros de 100 nacionalidades diferentes, con 96.000 oficinas a lo largo del país. Guiados por la propaganda antirreligiosa bolchevique, animaba a la lucha contra la religión en todas sus manifestaciones y promovía la formación de una mentalidad científica y racional en los trabajadores; populariza el ateísmo y los temas científicos, preparaba campañas ateístas y propaganda, literatura y gacetas periódicas, organizaba museos y exposiciones y su eslogan era "Luchar contra la religión es luchar por el socialismo", lo que significaba su postura en economía, política y cultura.
Además, tenía unas importantes conexiones internacionales como parte de la denominada "Internacional de Proletarios Librepensadores", la cual más adelante sería llamada Unión Mundial de Librepensadores.

## Publicaciones
La revista Bezbózhnik ("El Ateísta", 1922-1941), fundado y editado por Yemelián Yaroslavski (Jemelian Jaroslaskij) jugó un papel muy significativo gracias a una vasta red de corresponsales y lectores.
- Portal:Ateísmo. Contenido relacionado con Ateísmo.